# Martin Hammond Muma
Martin Hammond Muma (1916-1989) fue un aracnólogo y micólogo estadounidense. Desarrolló actividades académicas en el Departamento de Entomología y Nematología, Universidad de Florida, accediendo hasta profesor emérito. En 1943, obtuvo su Ph.D. por la Universidad de Maryland.

## Algunas publicaciones
- harold a. Denmark, martin h. Muma. 1989. A Revision of the Genus Amblyseius Berlese, 1914 (Acari:Phytoseiidae). Occasional papers of the Florida State Collection of Arthropods 4. Contribution 659. Editor Florida Department of Agr. and Consumer Services. 149 pp.

- martin h. Muma. 1975. Mite Associated with Citrus in Florida. Florida. Agr. Experiment Sta. Bulletin 640A. Univ. of Florida, 92 pp.

- -----------------------, a.g. Selhime, harold a. Denmark. 1975. An Annotated List of Predators and Parasites Associated with Insects and Mites on Florida Citrus. Florida. Agr. Experiment Sta. Bulletin 634B. 3ª edición de Univ. of Florida, 46 pp.

- -----------------------, harold a. Denmark. 1970. Phytoseiidae of Florida. 150 pp.

- -----------------------. 1961. Subfamilies, Genera, and Species of Phytoseiidae (Acarina: Mesotigmata). Bulletin 5 (7). Biological sciences, Florida State Museum. Editor Univ. of Florida, 35 pp.

- -----------------------. 1951. The arachnid order Solpugida in the United States. Bull. of the Am. Museum of Natural History 97. Editor Am. Museum of Natural History, 107 pp.

- ----------------------, benjamin j. Kaston. 1946. North American Agelenidae of the Genus Coras Simon. Am. Museum novitates 1329. Editor Am. Museum of Natural History, 20 pp.

- -----------------------. 1945. An annotated list of the spiders of Maryland. Vols. 36-51, Bull. 38, Maryland Agr. Experiment Sta. Editor The Univ. of Maryland. 65 pp.

- -----------------------. 1943. Common spiders of Maryland. Editor The Natural History Soc. of Maryland, 173 pp.

- -----------------------. 1940. The Biology of the Palm Mealybug, Pseudococcus Nipae (mask.) Editor Univ. of Maryland, College Park. 42 pp.

- La abreviatura «Muma» se emplea para indicar a Martin Hammond Muma como autoridad en la descripción y clasificación científica de los vegetales.[1]

## Abreviatura (zoología)
La abreviatura Muma  se emplea para indicar a Martin Hammond Muma como autoridad en la descripción y taxonomía en zoología.